# Ussurigone
Ussurigone Eskov, 1993 è un genere di ragni appartenente alla famiglia Linyphiidae.

## Distribuzione
L'unica specie oggi attribuita a questo genere è stata reperita nella Russia asiatica; è un endemismo della Kedrovaya Pad State Reserve, parco del Territorio del Litorale.

## Tassonomia
Dal 1993 non sono stati esaminati altri esemplari di questo genere.
A giugno 2012, si compone di una specie:
- Ussurigone melanocephala Eskov, 1993[4] — Russia asiatica